# 斯特凡·施泰因韦格
斯特凡·施泰因韦格（德語：Stefan Steinweg，1969年2月24日—），德国男子自行车运动员。他曾代表德国参加1992年夏季奥林匹克运动会自行车比赛，获得男子团体追逐赛金牌。